# Bechenheim
Bechenheim ist eine Ortsgemeinde im Landkreis Alzey-Worms in Rheinland-Pfalz. Sie gehört der Verbandsgemeinde Alzey-Land an.

## Geographie
Als Weinbaugemeinde liegt Bechenheim im größten Weinbau treibenden Landkreis Deutschlands und südwestlich im Weinanbaugebiet Rheinhessen. Bechenheim ist die höchstgelegene Weinbaugemeinde Rheinhessens. Zur Gemeinde Bechenheim gehört auch der Wohnplatz Haus Steinbruch.

## Geschichte
Die älteste erhaltene Erwähnung von Bechenheim stammt von 824 aus einer Urkunde des Klosters Fulda.
Vom 16. bis zum Ende des 18. Jahrhunderts gehörte der Ort zur Kurpfalz und unterstand der Verwaltung und der Gerichtsbarkeit des Oberamtes Alzey.

Nach der Einnahme des linken Rheinufers durch französische Revolutionstruppen wurde die Region 1793 von Frankreich annektiert. 
 Verzögert durch die Koalitionskriege wurde die Annexion erst nach 1797 konsolidiert und Bechenheim gehörte von 1798 bis 1814 zum Kanton Alzey im Departement Donnersberg. Gerichtlich war im Bereich des Kantons für die Zivilgerichtsbarkeit das Friedensgericht Alzey zuständig, für die Angelegenheiten der freiwilligen Gerichtsbarkeit im übrigen Notariate.
Aufgrund von 1815 auf dem Wiener Kongress getroffenen Vereinbarungen und eines 1816 zwischen dem Großherzogtum Hessen, Österreich und Preußen geschlossenen Staatsvertrags kam Rheinhessen, und damit auch die Gemeinde Bechenheim, zum Großherzogtum Hessen, das das neu erworbene Gebiet als Provinz Rheinhessen organisierte. Nach der Auflösung der Kantone in der Provinz kam der Ort 1835 zum neu errichteten Kreis Alzey, zu dem er bis 1969 gehörte.
Das Friedensgericht Alzey wurde 1879 aufgelöst und durch das Amtsgericht Alzey ersetzt.
Nach dem Zweiten Weltkrieg gehörte die Gemeinde zur französischen Besatzungszone und wurde 1946 Teil des neu gebildeten Landes Rheinland-Pfalz.
Bevölkerungsentwicklung
Die Entwicklung der Einwohnerzahl von Bechenheim, die Werte von 1871 bis 1987 beruhen auf Volkszählungen:
| Jahr | Einwohner |
| ---- | --------- |
| 1815 | 311       |
| 1835 | 440       |
| 1871 | 394       |
| 1905 | 350       |
| 1939 | 318       |
| 1950 | 345       |
| 1961 | 373       |

| Jahr | Einwohner |
| ---- | --------- |
| 1970 | 381       |
| 1987 | 421       |
| 2005 | 432       |
| 2011 | 425       |
| 2017 | 413       |
| 2022 | 409       |

## Politik

### Gemeinderat
Der Ortsgemeinderat in Bechenheim besteht aus acht Ratsmitgliedern, die bei der Kommunalwahl am 9. Juni 2024 in einer Mehrheitswahl gewählt wurden, und der ehrenamtlichen Ortsbürgermeisterin als Vorsitzender. Bis zur Wahl 2019 wurden die Ratsmitglieder in einer personalisierten Verhältniswahl gewählt, da mehrere Wahlvorschläge eingereicht wurden.
Die Sitzverteilung im Gemeinderat:
| Wahl | SPD               | FWG *             | WGS **            | Gesamt  |
| ---- | ----------------- | ----------------- | ----------------- | ------- |
| 2024 | per Mehrheitswahl | per Mehrheitswahl | per Mehrheitswahl | 8 Sitze |
| 2019 | 3                 | –                 | 5                 | 8 Sitze |
| 2014 | 5                 | 2                 | 1                 | 8 Sitze |
| 2009 | 5                 | 3                 | –                 | 8 Sitze |
| 2004 | 3                 | 5                 | –                 | 8 Sitze |

### Bürgermeister
Ortsbürgermeisterin ist Ute Stein (WGS). Bei der Direktwahl am 26. Mai 2019 wurde sie mit einem Stimmenanteil von 51,64 % gewählt und konnte sich damit gegen den bisherigen Amtsinhaber Gerhard Stadlinger durchsetzen. Bei der Direktwahl am 9. Juni 2024 wurde Stein mit 74,4 % der Stimmen ohne Gegenkandidaten in ihrem Amt bestätigt.

### Wappen
| Wappen von Bechenheim | Blasonierung: „Viergeteilt; 1 in Gold (Gelb) ein rot bewehrter und bezungter schwarzer Adler; 2 in Schwarz ein rotbewehrter, -gezungter und -gekrönter goldener (gelber) Löwe; 3 blau-goldenes (gelbes) vierreihiges Schach und 4 in Gold (Gelb) ein abgewinkelter blauer rechter Arm einen blauen Becher haltend.“                 |
| Wappen von Bechenheim | Wappenbegründung: Das Wappen zeigt den Reichsadler in Erinnerung an den Reichsfronhof nachgewiesen 885, den Pfälzer Löwen, als Zeichen der früheren Zugehörigkeit zur Kurpfalz, das Sponheimer Schach als Zeichen der früheren Zugehörigkeit zur Vorderen Grafschaft Sponheim, sowie einen Arm mit Becher redend für den Ortsnamen. |

## Weinbau
Die Einzellage „Bechenheimer Fröhlich“ gehört zur Großlage „Sybillinenstein“ des „Weinbaubereich Wonnegau“ im Anbaugebiet Rheinhessen. Im Ort sind drei Weinbaubetriebe tätig, die bestockte Rebfläche beträgt 33 Hektar. Etwa 76 % des angebauten Weins sind Weißweinrebsorten (Stand 2010). Im Jahre 1979 waren noch 22 Betriebe tätig, die damalige Rebfläche betrug 32 Hektar.

## Kultur und Sehenswürdigkeiten
Bechenheim gehört zusammen mit Nack zur Pfarrei Nieder-Wiesen. Im Ortskern befindet sich die Simultankirche St. Alban. Neben den kirchlichen Veranstaltungen findet dort seit 2017 ein kleiner Weihnachtsmarkt, die „Winterscheune“ auf dem Questerhof statt. Darüber hinaus gibt es auch jedes Jahr eine traditionelle Kerb. Ebenfalls wurde die jährlich wiederkehrende Veranstaltung „Café in Bechenheimer Gärten“ mittlerweile zur Tradition.

## In Bechenheim geboren
- Daniel Bermes (1824–1898), Gründer der The Daniel Bermes Boulevard Brewery